# Athetis didy
Athetis didy là một loài bướm đêm trong họ Noctuidae.